# Poziom spożycia
Niektóre z zamieszczonych tu informacji wymagają weryfikacji.
Dokładniejsze informacje o tym, co należy poprawić, być może znajdują się w dyskusji tego artykułu.
 Po wyeliminowaniu niedoskonałości należy usunąć szablon [[Szablon:Dopracować|]] z tego artykułu.
Poziom spożycia – średnia kaloryczność dziennej porcji pożywienia spożywanej przez ludzi. Ze względu na kulturę i narodowość wskaźnik poziomu spożycia zmienia się dla każdego kraju, aczkolwiek dla uogólnienia stosuje się uśredniający podział na dwa rejony świata. W krajach bogatszej Północy je się więcej i bardziej urozmaicone pożywienie niż w rejonach uboższego Południa.

## Średnie spożycie wEuropieiAmeryce Północnej
Średnia dzienna wartość energetyczna – ok. 3600 kilokalorii, w tym:
1. Śniadanie ~ 1000 kcal., np. płatki, owoce, mleko, sok, kawa, cukier, pieczywo, dżem, jajka;
2. Przekąski ~ 500 kcal., np. kawa, herbata, mleko, cukier, herbatniki, czekolada;
3. Obiad ~ 1000 kcal., np. zupy, drugie danie z surówką, deser, chleb, masło, mleko, cukier, wino lub piwo;
4. Kolacja ~ 1100 kcal., np. wędliny, chleb, masło, ser, sałatka, kawa, cukier, mleko, desery, owoce, wino lub piwo;

## Średnie spożycie wAzji,AfryceiAmeryce Południowej
Średnia dzienna wartość energetyczna wynosi ok. 2000 kilokalorii, gdzie śniadanie, obiad czy kolacje nie są urozmaicone, a składają się na nie przede wszystkim pokarmy takie jak: ryż, warzywa, niewielkie ilości mięsa i jaj, ryby, fasola i rośliny okopowe.

## Warto zobaczyć
- GUS
- Sytuacja gosp. domowych w Polsce na rok 2004 r. (Tab.4 i 5. dot. m.in. poziomu spożycia) – GUS
- Porównanie danych statystycznych z 2003 i 2004r – GUS